# HousingAnywhere
HousingAnywhere ist eine Plattform für mittelfristige Vermietungen, die 2009 gegründet wurde und ihren Hauptsitz in Rotterdam, Niederlande, hat. Das Unternehmen hat sich darauf spezialisiert, internationale Studierende und Berufstätige über seine Online-Plattform mit Immobilienanbietern in Kontakt zu bringen, einschließlich Buchungs- und Zahlungssystemen.

## Geschichte
Im Jahr 2009 absolvierte der Gründer von HousingAnywhere, Niels Van Deuren, ein Studium der internationalen Betriebswirtschaftslehre an der Rotterdam School of Management, das einen Semesteraustausch an der National University of Singapore beinhaltete. Er stand dann vor der Herausforderung, ein Zimmer in Singapur zu finden, während er sein derzeitiges Zimmer in den Niederlanden untervermietete, und kam auf die Idee von HousingAnywhere. Infolgedessen gründete er HousingAnywhere.com als ein Forum für Nachrichten von Studenten an Studenten für die Untervermietung von Zimmern. In den folgenden Jahren weitete die Plattform ihre Dienstleistungen auf andere europäische Länder aus, darunter Spanien, Frankreich, Deutschland und Dänemark.
Das Geschäftsmodell von HousingAnywhere basierte auf dem Verkauf von Mitgliedschaften an Universitäten gegen eine Gebühr. Die Universitäten bewarben die Dienste über ihre eigenen Kommunikationskanäle, sodass die Studierenden die verfügbaren Unterkünfte sehen konnten. Studierende, die eine Unterkunft hatten und bald an einem Austausch teilnehmen würden, bewarben ihre Unterkünfte auf der Plattform, während interessierte Studierende mit ihren Anforderungen antworteten.
Im Jahr 2014 entwickelte die Plattform ein eigenes integriertes Buchungssystem, das ein Forum für Nachrichten von Studenten an Studenten in eine Vermietungsplattform auf Basis eines Buchungsmodells verwandelte. Djordy Seelmann, der derzeitige CEO von HousingAnywhere, der 2018 ernannt wurde, war von Anfang an an der Produktentwicklung für die Buchungsplattform beteiligt.
Im Jahr 2015 sicherte sich HousingAnywhere eine erste Finanzierung in einer Seed-Runde, gefolgt von 5 Millionen Euro in einer Serie-A-Finanzierungsrunde im Jahr 2017 durch die Risikokapitalgesellschaft henQ und Real Web, den Betreiber von immobiliare.it.
Im Jahr 2017 wurde HousingAnywhere von der niederländischen Handelskammer als viertinnovativstes Unternehmen in den Niederlanden und als Nummer eins in Rotterdam ausgezeichnet.
Das Unternehmen erhielt 2018 eine Serie-B-Finanzierung in Höhe von 6 Millionen Euro unter der Leitung von Vostok New Ventures zusammen mit den bestehenden Investoren Real Web und henQ.
HousingAnywhere sammelte 24 Millionen Euro in der Serie-C-Finanzierung und erwarb Kamernet, um seine Präsenz in den Niederlanden und anderen europäischen Ländern im Jahr 2021 auszubauen.
Im Juni 2023 expandierte HousingAnywhere in wichtige Städte im Vereinigten Königreich und in den USA. Außerdem sicherte sich das Unternehmen 2023 eine Fremdfinanzierung in Höhe von 8 Millionen Euro von BNP Paribas.
Im Deloitte Tech Fast 50 Ranking für die Niederlande belegte es 2023 den 21. Platz und 2022 den 36. Platz. Das Unternehmen wurde 2023, 2022 und 2021 vom DISQ ausgezeichnet.

## Akquisitionen
| # | Datum       | Unternehmen                      | Bemerkungen | Ref(s).              |
| - | ----------- | -------------------------------- | --- | -------------------- |
| 1 | Aug 2012    | HousingExchange.it               | Italienische Plattform für internationale Studenten.                                                                                      |                      |
| 2 | Juni 2014   | casaswap.com                     | Dänische Plattform, auf der Studenten, die für ein Austauschsemester oder Praktikum ins Ausland gehen, ihre Zimmer untervermieten können. |                      |
| 3 | Januar 2020 | Studenten-WG                     | Deutsche Kleinanzeigen-Website mit drei Millionen Nutzern und 20.000 aktiven Anzeigen.                                                    | [ 29 ] [ 30 ]        |
| 4 | März 2020   | Rentmate                         | Isländische Vermietungsplattform. | [ 31 ]               |
| 5 | 2021        | StanzaZoo                        | Italienische Kleinanzeigenplattform. | [ 32 ] [ 33 ] [ 34 ] |
| 6 | 2021        | Kamernet                         | Niederländische Plattform für Studentenunterkünfte.                                                                                       | [ 16 ] [ 17 ] [ 18 ] |
| 7 | 2022        | Studapart (Mehrheitsbeteiligung) | Französische Plattform für Studentenunterkünfte.                                                                                          | [ 35 ] [ 36 ]        |

## Aktivitäten
HousingAnywhere ist eine Plattform für mittelfristige Vermietungen, die es internationalen Studierenden und Berufstätigen ermöglicht, im Ausland eine Unterkunft zu finden. Die Plattform ermöglicht Online-Besichtigungen, Buchungen und Mieten sowie die Erhebung anderer Gebühren über ein Zahlungssystem. Das Unternehmen hat seinen Hauptsitz in Rotterdam und ist in 125 Städten in den USA und Europa tätig. Es arbeitet mit über 300 Partneruniversitäten zusammen und hat zusammen mit seinen Schwestermarken Kamernet und Studapart jährlich über 30 Millionen Nutzer.
HousingAnywhere umfasst drei Marken: HousingAnywhere, Kamernet (vollständig übernommen) und Studapart (Mehrheitsbeteiligung).
Djordy Seelmann ist seit April 2018 CEO. Im Jahr 2023 wurde Jim Bijwaard zum COO ernannt.
Im März 2022 startete HousingAnywhere eine spezielle Wohnplattform zur Unterstützung von Vertriebenen, die vom Krieg in der Ukraine betroffen sind.